# ديكستر (مسلسل)
ديكستر (بالإنجليزية: Dexter)‏ هو مُسلسل جريمة ودراما وغموض أمريكي عُرِضَ لأوّل مرّة على شبكة شوتايم في 1 أكتوبر 2006 وانتهى في 22 سبتمبر 2013. المُسلسل مبنيٌّ على سلسلة روايات ديكستر التي ألّفها جيف ليندسي واستند الموسم الأول على رواية ديكستر الغامض الحالم والتي تُعتبر أولى سلسلة ديكستر الروائية، وفي المواسم اللاحقة تطورت الأحداث بشكل مستقل عن أحداث الرواية الأصلية بعد أن طورها الكاتب التلفزيوني جيمس مانوس.
يتمحور المُسلسل حول شخصية ديكستر مورغان (مايكل ك. هول) فني المختبر ومحلل لطخات الدم في مركز شرطة ميامي حيث يكون في النهار فني المختبر وفي الخفاء قاتل متسلسل محترف يقوم بقتلِ المُجرمين الفارّين من العدالة. المُسلسل من بطولَة.
في فبراير 2008 بدأت شبكة CBSبتعديل المُسلسل ليُصبِح مُلائماً لفئة TV-14 - أي أن بعض المشاهد قد تكون غير ملائمة لمن هم دون سن الرابعة عشر- لتِعرضها على شبكتها، ولكنّها توقّفت بعد الموسم الأول. وقد حقق المسلسل شهرة ناجحة وشعبية واسعة بين النقاد والمشاهدين، وقد بُثت الحلقة الأخيرة من الموسم الرابع في 13 ديسمبر 2009 ووصل عدد مشاهديها حوالي 2.4 مليون مشاهد، مما حقق رقماً قياسياً للقناة وجعلها الحلقة الأكثر مشاهدة على الإطلاق على قناة شوتايم. وقد تلقى مايكل ك. هول العديد من الجوائز والترشيحات على لتجسيده شخصية ديكستر بما في ذلك جائزة غولدن غلوب، كما ترشّح المُسلسل خلال مواسِمه الأربع الأولى لنيل جائزة إيمي برايم تايم عن أفضل مُسلسل درامي.
أعلنت شوتايم في 18 أبريل 2013 على شبكاتها الاجتماعية بأن الموسم الثامن سيكون الموسم الختامي للمسلسل. وكانَت الحلقة الافتتاحية للموسم هي الأعلى من حيثُ عدد المُشاهدات، حيثُ قُدّرت بـ 3 ملايين مُشاهِد في جميع القنوات العارضة. وفي الحَلقة الأخيرة في 22 سبتمبر 2013 على قناة شوتايم وصل عدد المشاهدين إلى 2.8 مليون مُشاهِد، وهو أعلى تسجيل مُشاهدات في تاريخ الشبكة. تم بث جزء 9 بعدها

## قصة المسلسل

### السلسلة الأصلية
عندما كان ديكستر في سن الثالثة من عمره، رأى والدته تُقتل أمام ناظريه بطريقة وحشيّة، وبقي حبيسَاً عدة أيام في بركة من الدماء مع والدته المقتولة حتى أتى هاري مورغان -والد ديكستر بالتبني- والذي كان شرطياً في ميامي وأخرجه من موقِع الجريمة وقام بتبنيه. رؤية ديكستر لوالدته تُقتل هي ما أثرت وغيرت شخصيته. وقد اكتشف هاري مورغان بأن ابنه يحب قتل الحيوانات ومنظر الدماء، لذلك علّمه هاري عدة قوانين ليقتل من خلالها لضمان عدم إلقاء القبض عليه وعدم قتل الأشخاص الخطأ. فقوانين هاري تحثه على أن يقتل الأشخاص الذين يعتقدون أنهم فرّوا من العدالة وأنهم تغلبوا عليها وأنهم يستطيعون تكرار فعلتهم ولن يلقي أحد القبض عليهم، ولكن على ديكستر أن يكون على يقين بأن ضحيته مذنبة فعلاً لذلك عليه التسلل إلى منازل الضحايا والتفتيش عن أي شيء ليثبت إدانتهم، والأهم من هذا كله أن يقوم بمسح وإخفاء أي أثر له لكيلا يتم القبض عليه. كما أن هاري درّب ديكستر في كيفية التفاعل مع الآخرين بشكل مقنع على الرغم من مرض ديكستر العقلي الفصامي. وكالعديد من القتلة السفاحين فإن ديكستر يحتفظ بغنيمة من جميع ضحاياه، إذ يقوم بأخذ عينة دم قبل قتلهم ويضعها في شريحة صغيرة ويقوم بوضع الشرائح في صندوق ويخبأه في فتحة مكيف منزله. وكشخص بالغ فإن ديكستر بعيد عن الاشتباه به -مع بعض الاستثناءات- وهو شخص لطيف ويساعد الآخرين ويبقي علاقاته مع الناس سطحية عموماً. ديكستر متعلق بعدة أشخاص منهم أخته ديبرا مورغان وهي محققة تعمل معه في نفس قسم الشرطة، وصديقته -زوجته لاحقاً- واسمها ريتا وأطفالها من زوجها السابق أستور وكودي ولاحقاً ابنه هاريسن، مما يجعل حياة ديكستر معقدة ومزدوجة بين واجباته الاجتماعية وحاجته للقتل.

### ديكستر: القتل المبكر
ديكستر القتل المبكر عبارة عن مُسلسل شَبكي رسوم متحركة قصيرة بُثّ لأول مرة في 25 أكتوبر 2009 على الإنترنت. وقد قام مايكل ك. هول بتأدية صوت ديكستر أيضاً. وقد قامت الشركة الإعلامية KTV للترفيه بالعمل مع فريق شوتايم بشكل مكثف لإنتاج هذه السلسلة الرسومية، وقام كل من كايل بيكر وتاي تمبلتون وأندريس مارتينيز فيرا وديفين لوسون برسم الشخصيات بطريقة مميزة، والجدير بالذكر بأنه قد تم تحريك المسلسل بتقنية 2.5D وذلك عن طريق جلب رسوم الـ2D وإضافتها في فضاء رسوم الـ3D، ولورين غوسيس هي من قامت بكتابة القصة ورُشحت بعد ذلك لنيل جائزة الويبي.
تدور أحداث هذا المسلسل في زمن ما قبل العرض التلفزيوني حيث يقوم ديكستر بمطاردة ثلاث ضحايا ذُكروا في الحلقة السادسة من الموسم الأول بعنوان «يُعاد للمُرسِل». وقُسمت كل قصة إلى أربعة فصول مدة كل منها دقيقتين. الموسم الثاني من المسلسل بعنوان ديكستر القتل المبكر: صدى مظلم. وتتكون من قصة واحدة في ستة فصول. وعرضت لأول مرة في 25 أكتوبر 2010. وتبدأ القصة مباشرة بعد وفاة هاري مورغان والد ديكستر بالتبني، وقال تيم سكلاتمان بإنتاجه وقام كل من بيل سينكوكز وديفيد ماك بالرسم.

## طاقم العمل

مايكل سي هول (ديكستر مورغان)
جينيفر كاربنتر (ديبرا مورغان)
ديفيد زياس (آنجل بتيستا)
جيمس ريمار (هاري مورغان)
سي. اس. ليي (فينس ماسوكا)
لورن فيليز (ماريا لاغوريتا)
إيرك كينج (جيمس دوكس)
جولي بنز (ريتا بينيت)
ديسموند هارينغتون (جوي كوين)

| ديكستر مورغان  | مايكل سي. هول     | دور رئيسي | دور رئيسي | دور رئيسي | دور رئيسي | دور رئيسي | دور رئيسي | دور رئيسي | دور رئيسي |           |           |
| ديبرا مورغان   | جينيفر كاربنتر    | دور رئيسي | دور رئيسي | دور رئيسي | دور رئيسي | دور رئيسي | دور رئيسي | دور رئيسي | دور رئيسي |           |           |
| آنجل بتيستا    | ديفيد زياس        | دور رئيسي | دور رئيسي | دور رئيسي | دور رئيسي | دور رئيسي | دور رئيسي | دور رئيسي | دور رئيسي |           |           |
| هاري مورغان    | جيمس ريمار        | دور رئيسي | دور رئيسي | دور رئيسي | دور رئيسي | دور رئيسي | دور رئيسي | دور رئيسي | دور رئيسي |           |           |
| فينس ماسوكا    | سي. اس. ليي       | دور رئيسي | دور رئيسي | دور رئيسي | دور رئيسي | دور رئيسي | دور رئيسي | دور رئيسي | دور رئيسي |           |           |
| ماريا لاغوريتا | لورن فيليز        | دور رئيسي | دور رئيسي | دور رئيسي | دور رئيسي | دور رئيسي | دور رئيسي | دور رئيسي |           |           |           |
| جيمس دوكس      | إيرك كينج         | دور رئيسي | دور رئيسي |           |           |           |           | ضيف       |           |           |           |
| ريتا بينيت     | جولي بنز          | دور رئيسي | دور رئيسي | دور رئيسي | دور رئيسي | ضيف       |           |           |           |           |           |
| توماس ماثيوس   | جيف بيرسون        | ثانوي     | ثانوي     |           | ثانوي     | ثانوي     | ثانوي     | ثانوي     | دور رئيسي |           |           |
| جوي كوين       | ديسموند هارينغتون |           |           | دور رئيسي | دور رئيسي | دور رئيسي | دور رئيسي | دور رئيسي | دور رئيسي | دور رئيسي | دور رئيسي |
| جيمي باتيستا   | آيمي غارسيا       |           |           |           |           |           | ثانوي     | ثانوي     | دور رئيسي |           |           |

### الشخصيات الرئيسية
- مايكل سي هول بدور ديكستر مورغان، وهو الشخصية الرئيسية والراوي في هذا المسلسل، وهو خبير في الطب الشرعي ومحلل للطخات الدم يعمل في قسم شرطة ميامي.
- جينيفر كاربنتر بدور ديبرا مورغان، أخت ديكستر بالتبني وزميلته في العمل.
- جيمس ريمار بدور هاري مورغان، والد ديكستر بالتبني وكان شرطياً في مركز شرطة ميامي، وهو الذي وضع القوانين ليمشي عليها ديكستر.
- لورن فيليز بدور ماريا لاغويرتا، الملازم في قسم شرطة ميامي والنقيب لاحقاً.
- ديفيد زياس بدور آنجل بتيستا، محقق في مركز الشرطة وزميل ديكستر في العمل.
- سي. اس. ليي بدور فينيس ماسوكا، فني المختبر سلط اللسان وزميل ديكستر في العمل.
- إيرك كينج بدور جيمس دوكس، رقيب في مركز الشرطة، لم يظهر سوى في الموسم الأول والثاني.
- ديسموند هارينغتون بدور جوي كوين، وهو محقق بدأ ظهوره في الموسم الثالث.
- جيف بيرسون بدور توم ماثيوس، وهو النقيب والكابتن في مركز الشرطة.
- جولي بنز بدور ريتا بينيت، وهي صديقة ديكستر وزوجته لاحقاً، وظهرت في المواسم الأربع الأولى ثم كـ ضيف شرف في الموسم الخامس.
- كريستينا روبنسون بدور أستور، وهي ابنة ريتا.
- بريستون بيلي بدور كودي، وهو ابن ريتا، وقد أخذ هذا الدور بعد أن حل محل دانيال جولدمان في الموسم الأول.
- التوأمان إيفان ولوك كروتشيف بدور هاريسن، ابن ديكستر البيولوجي.
- آيمي غارسيا بدور جيمي، الأخت الصغرى للمحقق بتيستا.[8]

### ضيوف المواسم
الموسم الأول
- كريستيان كامارغو بدور سفاح شاحنة قتل الجليد والذي يكتشف ديكستر بأنه أخوه البيولوجي في نهاية الموسم الأول.
- مارك بيليغرينو بدور بول، زوج ريتا السابق المحبوس في السجن بتهمة المخدرات.

الموسم الثاني
- جيمي موراي بدور ليلى، فتاة بريطانية يتعرف عليها ديكستر وتصبح راعيته وتقع في حبه.
- كيث كارادين بدور فرانك لاندي، وهو عميل خاص من الـFBI يقوم بالتحريات حول قاتل مرفأ الخليج، وظهر أيضاً في الموسم الرابع.

الموسم الثالث
- جيمي سميتس بدور ميغيل برادو، يتعرف عليه ديكستر بسبب قدومه للفرع ويصبح فيم بعد صديقه الحميم.
- ديفيد رامزي بدور أنطون، وهو مخبر سري للمحقق كوين، وظهر في الموسم الثالث والرابع.

الموسم الرابع
- جون ليثغو بدور قاتل الثالوث، وهي القصة الرئيسية في الموسم، ويظهر في هذا الموسم أيضاً العميل فرانك ليقوم بالتحري عنه.
- كورتني فورد بدور الصحافية، وهي صحافية طموحة تقوم بعلاقة عاطفية مع المحقق كوين لتسحب منه المعلومات وآخر مجريات التحقيق.

الموسم الخامس
- جوليا ستايلس بدور لومن بيرس، وهي فتاة عرضت للاغتصاب ويقوم ديكستر بمساعدتها.

الموسم السادس
- موس ديف بدور الأخ سام، وهو مجرم قتل شخصاً وعندما خرج من السجن أصبح قساً وكأنه ولد من جديد.
- إدوارد جيمس أولموس بدور البروفيسور جيمس غلر، وهو قاتل القيامة في الموسم.
- كولن هانكس بدور ترافيس مارشيل، وهو مساعد قاتل القيامة –أو هكذا يبدو-.

الموسم السابع
- راي ستيفنسون بدور آيزك سيركو، وهو أحد أعضاء عصابة أخوية شيركو ويريد الانتقام من ديكستر لمقتل صديقه.
- جايسون غيدرك بدور جورج نوفيكوف، رئيس نادي التعري وأحد أعضاء العصابة.
- إيفون ستراهوفسكي بدور هانا مَكّي، وهي صديقة سابقة لسفاح مُدان ويقع ديكستر في حبها.

### طاقم العمل
إبداعات المنتجين التنفيذيين الثلاث دانييل كيرون وكلايد فيليبس ومليسا روزنبرغ هي من أظهرت هذا المسلسل في أبهى صورة. وقد غادر كيرون العرض في موسمه الثاني. وفي نهاية الموسم الرابع غادر فيليبس المسلسل لقضاء مزيد من الوقت مع عائلته. وقد غادرت روزنبرغ المسلسل بعد موسمه الرابع كذلك.
وبعد انتهاء الموسم الخامس تم الكشف على ان تشيب يوهانس سيغادر وأن سكوت هانس سيتولى المنصب في الموسم السادس.

## ردود الأفعال

### استقبال النقاد
حظي المسلسل بردود أفعال ممتازة، وعلى الرغم أن آراء النقاد تختلف من موسم لآخر إلا أنها كانت إيجابية. وقد أعطى المراجعون في موقع ميتاكريتيك للموسم الأول 77 نقطة من أصل 100 اعتماداً على 27 مراجعاً، مما يجعله ثالث أفضل مسلسل بدأ في 2006. وتشمل المراجعات مراجعة كل من صحيفة الدايلي نيوز نيويورك وصحيفة سان فرانسيسكو كرونيكل وصحيفة شيكاغو سن-تايمز ومجلة بيبول وجميعهم أعطوه 100 نقطة.  وتراجع المراجع براين لوري عن آراءه السلبية بعد مشاهدته للموسم كاملاً. وقد حصل الموسم الثاني في موقع ميتاكريتيك على 85 نقطة اعتماداً على 11 مراجعاً. أما الموسم الثالث حصل على 78 نقطة استناداً على مراجعة 13 شخص. أما الموسم الرابع فقد حصل على 79 استناداً على 14 مراجع. والموسم الخامس راجعه 11 مراجعاً وأعطوه 75 نقطة. وقد حصل الموسم السادس على أقل نقاط في المراجعات حيث انخفضت على 63 نقطة اعتماداً على 10 مراجعين. وعادت وارتفعت نقاطع في الموسم السابع حيث أُعطي 81 نقطة اعتماداً على 7 مراجعين.
وفي سبتمبر 2006 رُشح مايكل سي. هول لنيل جائزة غولدن غلوب في دورتها الـ64. وفي 2008 رُشح لنيل جائزة الإيمي لأفضل مسلسل درامي والجدير بالذكر أنها تلك المرة الأولى التي تترشح فيها إحدى مسلسلات الشوتايم لنيل جائزة الإيمي. وفي 2010 فاز كل من مايكل وجون ليثغو بجائزة الغولدن غلوب في الليلة نفسها لأدائهما الرائع في الموسم الرابع.

### الاستقبال الشعبي
الحلقة الأخيرة من الموسم الثالث التي بُثت في 14 ديسمبر 2008 وصل عدد مشاهديها إلى 1.15 مليون مشاهد، ويعتبر هذا الرقم هو الرقم الأكبر التي تحققه الشوتايم منذ 2004. والحلقة الأخيرة من الموسم الرابع حققت أعلى مشاهدة حيث وصلت عدد المشاهدات إلى 2.6 مليون مشاهد. ووصلت عدد المشاهدات في الموسم الخامس إلى 2.5 مليون مشاهد. وقد حصل المسلسل على أعلى تقييم في قاعدة بيانات الأفلام خلال السنوات العشر الماضية. وكان الموسم السابع الأعلى تصنيفاً من بين المواسم وشاهده ما يُقارب 6.1 مليون شخص بكافة الطرق.

### الجوائز
رُشّح المسلسل لنيل 25 جائزة إيمي وفاز بأربعة منها. فقد رُشح إلى جائزة أفضل مسلسل درامي 4 مرات خلال الأعوام 2008-2011، وجائزة أفضل ممثل ورُشح فيها 5 مرات. ورُشح إلى الفوز بـ10 جوائز غولدن غلوب وفاز باثنتين منها. ورشح كذلك للفوز بـ12 جائزة لـجوائز نقابة ممثلي الشاشة وفاز بواحدة منها.

### الربط بجرائم حقيقية
تم إجراء مقارنات وربط بين المسلسل وعدة جرائم واقعية خلال الدعاوى الجنائية. أندرو كونلي قال أن المسلسل ألهمه خنق أخيه ذو العشر سنوات. في شهادة قدمت في محكمة مقاطعة أوهايو، قالت الشرطة أن كونلي أنه «يُشاهد مسلسل على شوتايم يُسمى ديكستر، عن قاتل متسلسل، وقد قال: 'أشعر مثله تماماً'».
في السويد، امرأة بعمر 21 تُعرف بـ"Dexter-mördaren" (قاتلة ديكستر) أو "Dexter-kvinnan" (امرأة ديكستر) قتلت والدها ذو الواحد والأربعين عاماً بطعنه في القلب. خلال الاستجواب، المرأة قارنت نفسها بديكستر وصورة لشخصية ديكستر تظهر في هاتفها عندما يتصل بها والدها. في يوليو 2011، حكم عليها بالسجن سبع سنوات.
في النرويج، شارمنز خان استأجر هافارد نيفلت لقتل فايزة أشرف—نيفلت إدعى أن ديكستر ألهمه وقد أراد أن بقتل خان أمام فايزة، كما في المسلسل، لـ«يوقف الشر».
المدعون قارنوا كريستوفر سكوت بديكستر عندما اتهموه بقتل من الدرجة الأولى لماكنزي كويل في فبراير 2010.
تم الربط بين مارك ويتشل من إدمونتون، ألبرتا، كندا وشخصية ديكستر مورغان خلال محاكمته بجريمة قتل من الدرجة الأولى. بعد أسابيع من الشهادات والأدلة المروعة التي قدمت في المحكمة، وجد ويتشل بالقتل المخطط والعمد لجوني إلتنغر ذو 38 عاماً في 12 أبريل 2011.
المراهق البريطاني ستيفن مايلز، 17 سنة، حُكم عليه بالسجن 25 سنة بعد طعنه بوحشية لخليلته اليزابيث روز توماس، 17 سنة، في أوكستد، سري. الشرطة وجدت جثة توماس في 24 يناير، وتم تحديد سبب الوفاة طعنة في الظهر. أُلقي القبض على مايلز للاشتباه في القتل. مايلز اعترف بالجريمة في 9 سبتمبر. وفقاً لشرطة سري، مايلز قطع جثة توماس بعد قتلها، ولف الأطراف بالاغطية البلاستيكية. وحاول تنظيف مسرح الجريمة قبل أن عثر عليه أحد أفراد عائلته. وأفادت التقارير أن مايلز مهووس بسملسل «ديكستر». يعاني مايلز من طيف التوحد وأفادت التقارير أنه له أنا أخرى إسمها إد، الذي إدعها مايلز أنه حمله على جريمة القتل.

## وسائل الإعلام

### نسخة البلوراي والدي في دي
| نسخ البلوراي والد في دي | نسخ البلوراي والد في دي                                                                     | نسخ البلوراي والد في دي | نسخ البلوراي والد في دي |
| اسم النسخة              | تاريخ الإصدار                                                                               | عدد الحلقات             | محتوى إضافي |
| ----------------------- | ------------------------------------------------------------------------------------------- | ----------------------- | --- |
| ديكستر الموسم الأول     | المنطقة الأولى: 21 أغسطس 2007 المنطقة الثانية: 19 مايو 2008 المنطقة الرابعة: 14 فبراير 2008 | 12                      | في الحلقة الثانية تعليق صوتي للممثلين أكادمية الدم: دورة القاتل! شهادة الدم: التحقيق في جريمة قتل حقيقية N تقنية حلقتان من مسلسل الأخوّة |
| ديكستر الموسم الثاني    | المنطقة الأولى: 19 أغسطس 2008 المنطقة الثانية: 30 مارس 2009 المنطقة الرابعة: 21 أغسطس 2008  | 12                      | حلقتان من مسلسل الأخوّة الموسم الثاني تقنية إي بريدج حلقتان من مسلسل أسرة تيودور الموسم الثاني |
| ديكستر الموسم الثالث    | المنطقة الأولى: 18 أغسطس 2009 المنطقة الثانية: 16 أغسطس 2010 المنطقة الرابعة: 20 أغسطس 2009 | 12                      | مقابلة مع: ماكيل سي. هول، لورن فيليز، سي. إس. لي، ديفيد زياس، جينيفر كاربنتر، جولي بينز ضحايا المباراة داخل غرفة الكاتب تحقيق ميامي على لوس أنجلوس روعة ميامي ألبوم صور أول حلقتين من مسلسل ولايات تارا |
| ديكستر الموسم الرابع    | المنطقة الأولى: 17 أغسطس 2010 المنطقة الثانية 29 نوفمبر 2010 المنطقة الرابعة: 4 نوفمبر 2010 | 12                      | أول حلقتين من الموسم الثالث من مسلسل كاليفورنيكيشان الحلقة الأولى من لوك إن لود الحلقتين الاولتين من الموسم الرابع من مسلسل اسرة تيودور تقنية إي بريدج مقابلة مع: ماكيل سي. هول، كلايد فيليبس، سي. إس. لي، ديفيد زياس، جينيفر كاربنتر، جولي بينز، جون لايغو، جيمس ريمار                                                                                             |
| ديكستر الموسم الخامس    | المنطقة الأولى: 16 أغسطس 2011 المنطقة الثانية: 5 سبتمبر 2011 المنطقة الرابعة: 18 أغسطس 2011 | 12                      | أول حلقتين من الموسم الرابع من مسلسل كاليفورنيكيشان مقابلة مع: ماكيل سي. هول، كلايد فيليبس، سي. إس. لي، ديفيد زياس، جينيفر كاربنتر، جولي بينز، جون لايغو، جيمس ريمار، لورن فيليز، جوليا ستيلس، ديسموند هارغتون، تشيب جونسين التأمل في الموسم الخامس لجوليا ستايس الحلقة الأولى والثانية لمسلسل بورجيا الحلقة الأولى والثانية من مسلسل الحلقات إعلان مسلسل أرض الوطن |
| ديكستر الموسم السادس    | المنطقة الأولى: 14 أغسطس 2012                                                               | 12                      | الحلقتين الأولى والثانية من مسلسل بيت الأكاذيب مقابلة مع: ماكيل سي. هول، سي. إس. لي، ديفيد زياس، جينيفر كاربنتر، جولي بينز، ديسموند هارغتون، كولن هانكس |
| اسم النسخة              | تاريخ الإصدار                                                                               | عدد الحلقات             | المحتوى الإضافي |
| ديستر الموسم الأول      | المنطقة الأولى: 6 يناير 2009 المنطقة الثانية: 18 يونيو 2012                                 | 12                      | في الحلقة الثانية تعليق صوتي للممثلين أكادمية الدم: دورة القاتل! شهادة الدم: التحقيق في جريمة قتل حقيقية بودكاست الحلقة الأولى من ديكستر الموسم الثالث أول حلقتين من مسلسل ولايات تارا |
| ديكستر الموسم الثاني    | المنطقة الأولى: 5 مايو 2009 المنطقة الثانية: 18 يونيو 2012                                  | 12                      | أدوات التجارةبرودكاست فاتوريت: نوافير الدم فاتوريت: المدافع المظلم حلقة من مسلسل الممرضة جاكي حلقة من مسلسل ولايات تارا |
| ديكستر الموسم الثالث    | المنطقة الأولى: 18 أغسطس 2009 المنطقة الثانية: 18 يونيو 2012                                | 12                      | أول حلقتين من مسلسل عائلة تيدورو ديكستر كتاب الخبراء مقابلة مع مايكل سي. هول، لورن فيليز، سي. إس. لي، ديفيد زياس، جينيفر كاربنتر، جولي بينز أول حلقتين من مسلسل ولايات تارا |
| ديكستر الموسم الرابع    | المنطقة الأولى: 17 أغسطس 2010 المنطقة الثانية: 4 نوفمبر 2010                                | 12                      | الحلقتين الأولتين من كاليفورنيكا الموسم الرابع الحلقتين الأولتين من عائلة تودورو الموسم الرابع |
| ديكستر الموسم الخامس    | المنطقة الأولى: 16 أغسطس 2011 المنطقة الثانية: 18 أغسطس 2011                                | 12                      | أول حلقتين من موسلسل بورجيا أول حلقتين من مسلسل الحلقات مقابلة مع: ماكيل سي. هول، كلايد فيليبس، سي. إس. لي، ديفيد زياس، جينيفر كاربنتر، جولي بينز، جون لايغو، جيمس ريمار، لورن فيليز، جوليا ستيلس، ديسموند هارغتون، تشيب جونسين التأمل في الموسم الخامس لجوليا ستايس                                                                                                |
| ديكستر الموسم السادس    | المنطقة الأولى 15 أغسطس 2012 المنطقة الثانية: 18 يونيو 2012                                 | 12                      | |

### لعبة الفيديو
بُنيت اللعبة على أساس المسلسل واستناداً على أحداث الموسم الأول، وفي 13 سبتمبر 2009 أصبحت اللعبة متاحة على منصة الـIPhone ويمكن تحميلها عبر متجر التطبيقات أو iTunes. وصدرت اللعبة على أجهزة الـIPad في 5 أكتوبر 2010 وعلى الحاسب في 15 فبراير 2011. وقام بأداء صوت ديكستر مايكل سي. هول بالطبع. وقد حصلت اللعبة على تقييم 8/10 من موقع آي جي إن. ولا يوجد محتوى إضافي أو أي خطة لتطوير اللعبة. وكان هناك خطّة لتحويل اللعبة إلى منصات الـبلاي ستيشن 3 والـإكس بوكس 360 ولكن يبدو أنه قد تم إلغائها.

### لعبة الواقع الافتراضي
أطلقت شوتايم اللعبة خلال مؤتمر كوميك كون في يوليو 2010. ويمكن لعبها عبر مشاركة المستخدمين عبر تطبيق SCVNGR، واللعبة متوفرة على منصات الـIPhone والـIPod tauch وأجهزة نظام الـ Android. وتتطلب اللعبة من اللاعبين العمل معاً بشكل تعاوني لمساعدة القبض على «القاتل اللانهائي» والتعرف على ضحاياه، مع وجود عدد من الشخصيات التي تساعد على ذلك؛ وخلال اللعب يمكن للاعبين التواصل مع القاتل عبر الشبكات الاجتماعية كالفيسبوك وتويتر وكريجزليست....إلخ فضلاً عن عدد لا يحصى من مواقع اُنشئت لأجل اللعبة، بل ان هناك أرقام هواتف يمكن للاعبين الاتصال بهم للمساعدة. وكل ذلك لإضافة المزيد من الواقعية للعبة.

### الموسيقى التصويرية
أُصدر ألبوم الموسيقى التصويرية لديكستر في 28 أغسطس 2007 وكان بعنوان: ديكستر الموسيقى الأصلية للمسلسل؛ وقم بإنتاجها قناة الشوتايم وتوزيعها من قبل ميلان ريكوردس. والألبوم متاح أيضاً لشرائه عبر الإنترنت من خلال الـiTunes.

### القصة المصورة
ستصدر شركة مارفيل للقصص المصورة العدد الأول من ديكستر في يوليو 2013 والمؤلف هو نفسه مؤلف الروايات جيف ليندسي أما الرسام هو داليبور تاجيك.

## وصلات خارجية
- ديكستر على موقع IMDb (الإنجليزية)
- ديكستر على موقع ميتاكريتيك (الإنجليزية)
- ديكستر على موقع الموسوعة البريطانية (الإنجليزية)
- ديكستر على موقع روتن توميتوز (الإنجليزية)
- ديكستر على موقع نتفليكس (الإنجليزية)
- ديكستر على موقع فيلمافينيتي (الإسبانية)
- ديكستر على موقع كينوبويسك (الروسية)
- ديكستر على موقع ألو سيني (الفرنسية)
- ديكستر على موقع قاعدة بيانات الفيلم (الإنجليزية)

- الموقع الرسمي.
- ديكستر في موقع ميتاكريتيك.
- ديكستر في قاعدة بيانات السينما العالمية.
- ديكستر في موقع TV.com.